# Ptilotus drummondii
Ptilotus drummondii là loài thực vật có hoa thuộc họ Dền. Loài này được (Moq.) F. Muell. miêu tả khoa học đầu tiên năm 1868.